# Liquorice
Liquorice é uma canção da rapper americana Azealia Banks, lançado como segundo single do primeiro extended play de Banks, 1991. A canção tem amostras da música "Pineapple Crush", de Lone. Um videoclipe para a canção foi lançado pela VEVO em 8 de agosto de 2012. "Liquorice" contém uma interpolação de algumas letras de Nicki Minaj de "Kill Da DJ" do seu mixtape de 2009 Beam Me Up Scotty.

## Video musical
O videoclipe de Liquorice foi lançado em 14 de junho de 2012 no YouTube e foi dirigido pelo diretor Rankin.

## A música nas turnês
Azealia performou a canção na sua tour de 2012 "Fantasea Tour", na rádio Radio 1's Big Weekend e em junho de 2012 e 2013 no Glastonbury Festival.[carece de fontes?]

## Lista de faixas
1. Liquorice (versão limpa) - 03:16